# گروه مموریال هلت
گروه مموریال هلت (انگلیسی: Memorial Health Group) شرکت مراقبت سلامت ترکیه‌ای است، که در سال ۲۰۰۰ تأسیس شد.